# Већеслав Хољевац
Већеслав Вецо Хољевац (Карловац, 22. август 1917 — Загреб, 11. јул 1970) био је учесник Народноослободилачке борбе, генерал-потпуковник ЈНА, друштвено-политички радник Социјалистичке Републике Хрватске и народни херој Југославије. У периоду од 1952. до 1963. налазио се на дужности председника Народног одбора (градоначелника) Загреба.

## Биографија
Рођен је 22. августа 1917. у Карловцу. Ту је завршио шест разреда гимназије, а затим се запослио као приватни намештеник. Тада приступа револуционарном радничком покрету. Године 1939. постаје члан Комунистичке партије Југославије, а већ следеће, на препоруку Иве Маринковића, изабран је у Окружни комитет КПХ за Карловац, Кордун и Банију. Својим политичким радом стекао је велику популарност у Карловцу. Организовао је једну од најуспелијих демонстрација 27. марта 1941. године у Хрватској.

### Народноослободилачка борба
Непосредно после окупације, Већеслав ради на организовању омладинских ударних група, које почињу своје акције већ крајем априла 1941. године. Као један од организатора устанка на Кордуну и као члан Војног комитета, учествује у низу акција за прикупљање оружја за предстојећу борбу. У јулу 1941. одлази на Кордун, где је постаје један од руководилаца устанка у овом крају. С првом групом кордунашких партизана извршио је и прву борбену акцију: напад на жандармеријску станицу у Тушиловцу у којој је лакше рањен.
У новембру 1941. године, с водом добровољаца бивших карловачких активиста, упао је у Карловац, да из руку усташа избави Маријана Чавића. Преобучени у домобранске униформе, ушли су предвече у град и отишли у болницу где се ухапшени Маријан Чавић налазио на лечењу. Акција - која је снажно одјекнула у Карловцу и околини - није потпуно успела, пошто су усташе већ раније Чавића одвеле из болнице. У тој акцији партизани су убили двојицу усташа и неколико италијанских војника и заробили пушкомитраљез. Партизани су имали једног мртвог и једног рањеног борца, које непријатељ није успео да зароби, јер су их активисти однели.
Крајем 1941. године, Већеслав Хољевац је изабран за политичког комесара Групе НОП одреда за Кордун и Банију. После тога, налазио се на дужности политичког комесара, а касније команданта Друге (загребачке) оперативне зоне. Крајем 1942. године, постављен је на дужност политичког комесара Првог хрватског корпуса, и на тој је дужности остао до краја рата.

### Послератна каријера
У току рата учествовао је у многим борбама у Хрватској, Босни и Словенији, а такође и у завршним операцијама за ослобођење Истре и Трста. После ослобођења Загреба 8. маја, био је командант града, а потом командант Војне управе Југославенске армије у Истри. Године 1946. био је шеф Војне мисије ФНРЈ у Берлину. На тој дужности је остао до 1948. године.
После демобилизације, био је министар за новоослобођене крајеве, министар рада у Влади ФНРЈ и министар саобраћаја у Влади НР Хрватске. У раздобљу од 1948. до 1952. године био је члан ЦК КП Хрватске, а од 1952. до 1963. је био председник Градског народног одбора Загреба (градоначелник Загреба) и члан Секретаријата Градског комитета Савеза комуниста Загреба. У време његовог мандата преко Саве је отпочета градња Новог Загреба.
Због подршке „Декларацији о називу и положају хрватског језика“ 1967, био је разрешен свих дужности из Централног комитета Савеза комуниста Хрватске 1969. године и пензионисан. Био је један од главних представника национално-демократске струје у оквиру СК Хрватске. Заузимао се за јасније дефинисање хрватских националних интереса.
Хољевац је био и председник Матице исељеника Хрватске. Аутор је дела „Хрвати изван домовине“ (Загреб 1968. II изд.) и „Записи из родног Загреба“ (Загреб 1972.)“.
Умро је у Загребу, 11. јула 1970. године, после тешке болести. Сахрањен је у Гробници народних хероја на Загребачком гробљу Мирогој.

## Награде и одликовања
Носилац је Партизанске споменице 1941. и других југословенских одликовања, међу којима је Орден народног ослобођења. Орденом народног хероја одликован је 23. јула 1951. године.
Његово име носи Авенија Већеслава Хољевца, једна од важнијих улица која спаја Загреб јужно и северно од Саве. На почетку Авеније стоји његов споменик, рад Стјепана Грачана, подигнут 1994. године. У Новом Загребу основна школа носи име по њему, а испред школе се налази и његова биста, рад Ивана Саболића из 1972. године. У родном Карловцу такође је постављена његова биста.
Године 2008. му је постхумно додељена титула почасног грађанина града Загреба 2008. године.

## Галерија
- Споменик Веце Хољевца у истоименој Авенији у Загребу
- Биста испред истоимене школе у Новом Загребу
- Биста у родном Карловцу